# (4186) Tamashima
(4186) Tamashima es un asteroide perteneciente al cinturón de asteroides, descubierto el 18 de febrero de 1977 por Hiroki Kosai y su compañero astrónomo Kiichirō Furukawa desde el Observatorio Kiso, Monte Ontake, Japón.

## Designación y nombre
Designado provisionalmente como 1977 DT1. Fue nombrado Tamashima en homenaje a Tamashima ciudad japonesa donde nació y se crio el primer descubridor.